# Barrage hydroélectrique de Gambsheim
Le barrage hydroélectrique de Gambsheim est situé sur le Rhin supérieur, au kilomètre 309. Il remplit la double fonction de produire de l’électricité et de ralentir le débit du fleuve, artificiellement intensifié par la canalisation. Situé à la frontière entre le land du Bade-Wurtemberg, en Allemagne, et le département du Bas-Rhin, en France, au droit de la commune de Gambsheim, il est érigé en 1974 dans le cadre d’une collaboration franco-allemande. Le barrage mesure dix mètres de hauteur. La structure dans son ensemble inclut une installation hydraulique du côté allemand, deux écluses et une centrale hydro-électrique du côté français, ainsi que de la liaison routière entre la France (D 2) et l’Allemagne (L 87).  En 2006, une échelle à poissons est mise en service, au droit de la frontière franco-allemande.
Le plan de la structure reproduit à l’inverse celui du barrage d’Iffezheim, situé à 25 kilomètres en aval, où la centrale et les écluses se situent du côté allemand. En amont se trouve le pont de Kehl, qui enjambe le Rhin. Une traversée sécurisée pour les piétons et les cyclistes entre la France et l'Allemagne vient compléter l'ouvrage en 2019.

## Le barrage

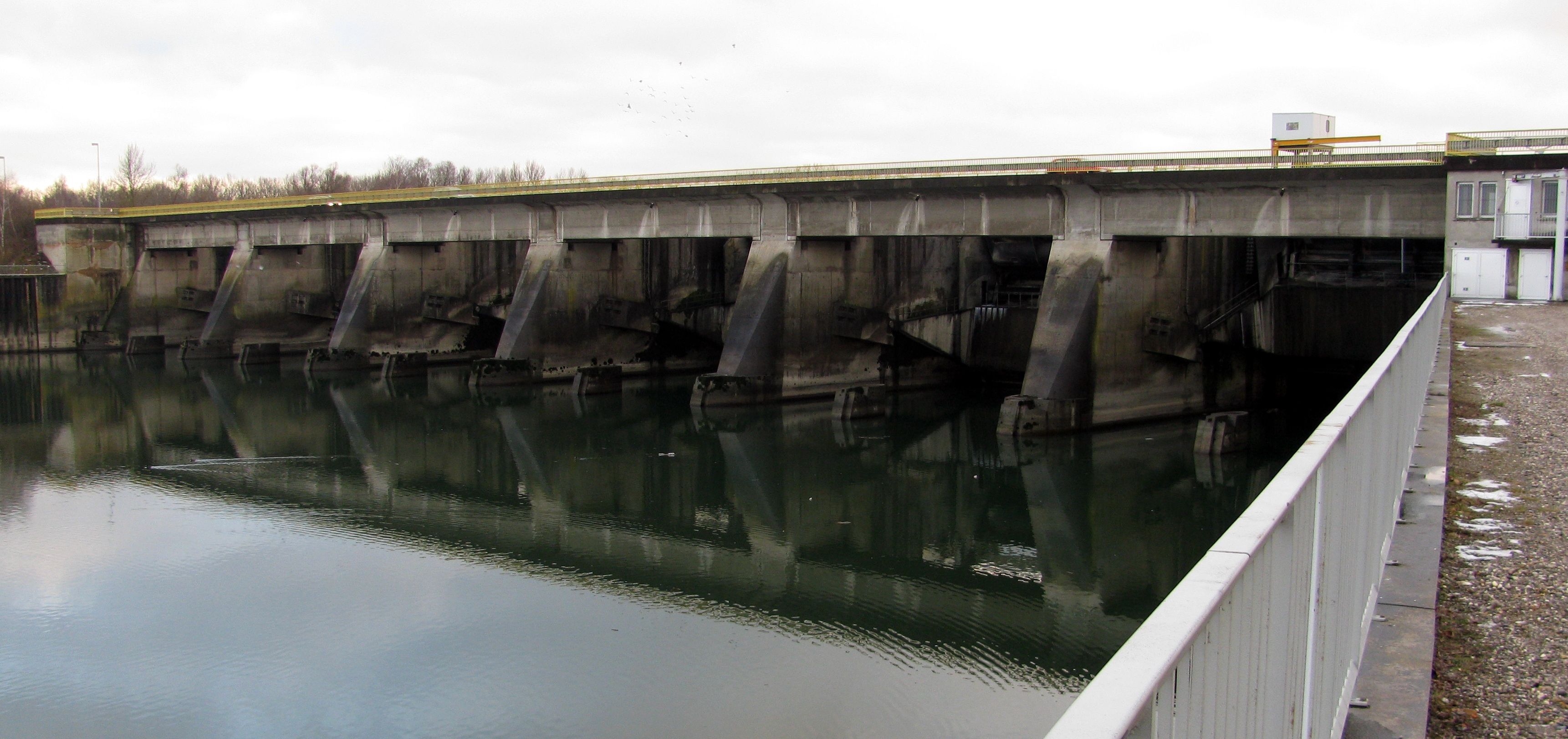
Vue du barrage.

Le barrage est situé dans la partie Est du complexe, du côté Allemand, à proximité de la petite ville de Freistett. Il comporte sept portes de vingt mètres de large, dont le degré d’ouverture est régulé par des vannes, contrôlées sur place. Ce système permet de maintenir à tout moment le débit de l’eau qui alimente la centrale en dessous d’un certain maximum. En cas de crue subite, les vannes peuvent s’ouvrir très rapidement commandées par Kembs, et les eaux relâchées par le barrage engloutir les îles et les berges en contrebas. Des panneaux ont été installés des deux côtés du cours d’eau pour prévenir du danger. Ouvertes au maximum de leur capacité, les vannes peuvent laisser passer jusqu’à 7 200 mètres cubes d’eau par seconde.

## La centrale hydro-électrique
La centrale électrique de Gambsheim se trouve entre les deux îles. Elle fonctionne avec quatre turbines "Bulbe", d’une puissance de 100 MW, situées sous le pont routier. La production électrique annuelle de l’installation se chiffre à 602 GWh en 2017. Le réseau électrique supporte une tension de 225 000 volts. La centrale a été mise en marche en juillet 1974,. La Centrale électrique rhénane de Gambsheim (CERGA) est gérée conjointement par EDF, en France, et par l’Energie Baden-Württemberg AG (EnBW), en Allemagne. Comme c’est le cas pour sa consœur d’Iffezheim, les coûts et les bénéfices de son exploitation sont partagés entre les deux sociétés. 
La centrale de Gambsheim alimente le réseau électrique français, tandis que celle d’Iffezheim produit du courant à destination de l’Allemagne.

## Les écluses

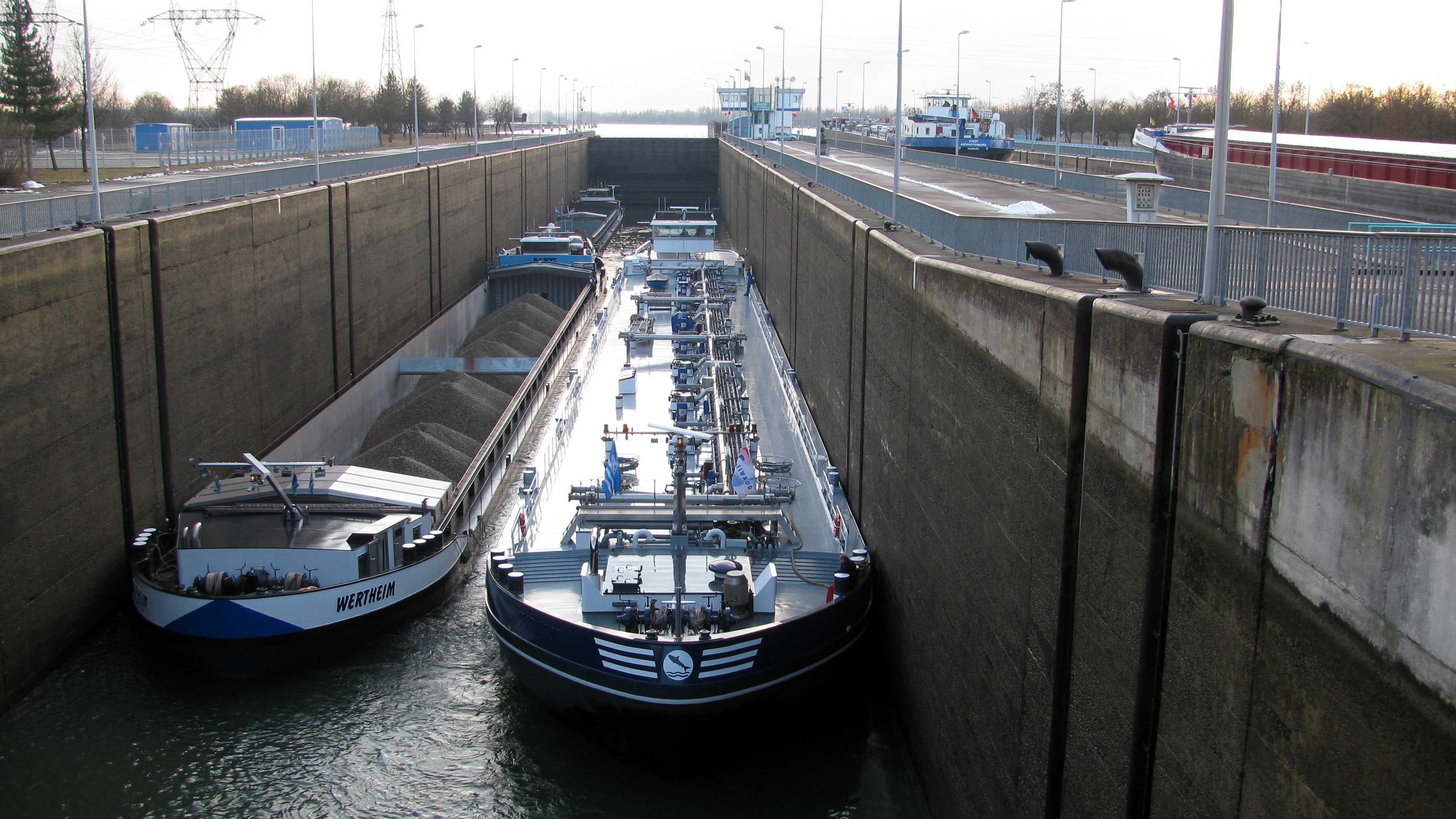
Une des écluses.

Une double écluse, placée sous la responsabilité des voies navigables de France est située du côté français. Leurs bassins mesurent 270 mètres de long, pour 24 mètres de large. La différence d’altitude moyenne entre deux paliers consécutifs est de 10,65 mètres. Les bassins mettent en moyenne sept minutes à se remplir ou à se vider, et un bateau prend environ un quart d’heure à traverser les écluses. Les deux portes situées en aval pèsent chacune 270 tonnes. Il s’agit des plus grosses écluses de tout le réseau fluvial français, et elles fonctionnent de jour comme de nuit.
Il s'agit des plus grandes écluses des voies navigables intérieures de France.

## L’échelle à poissons

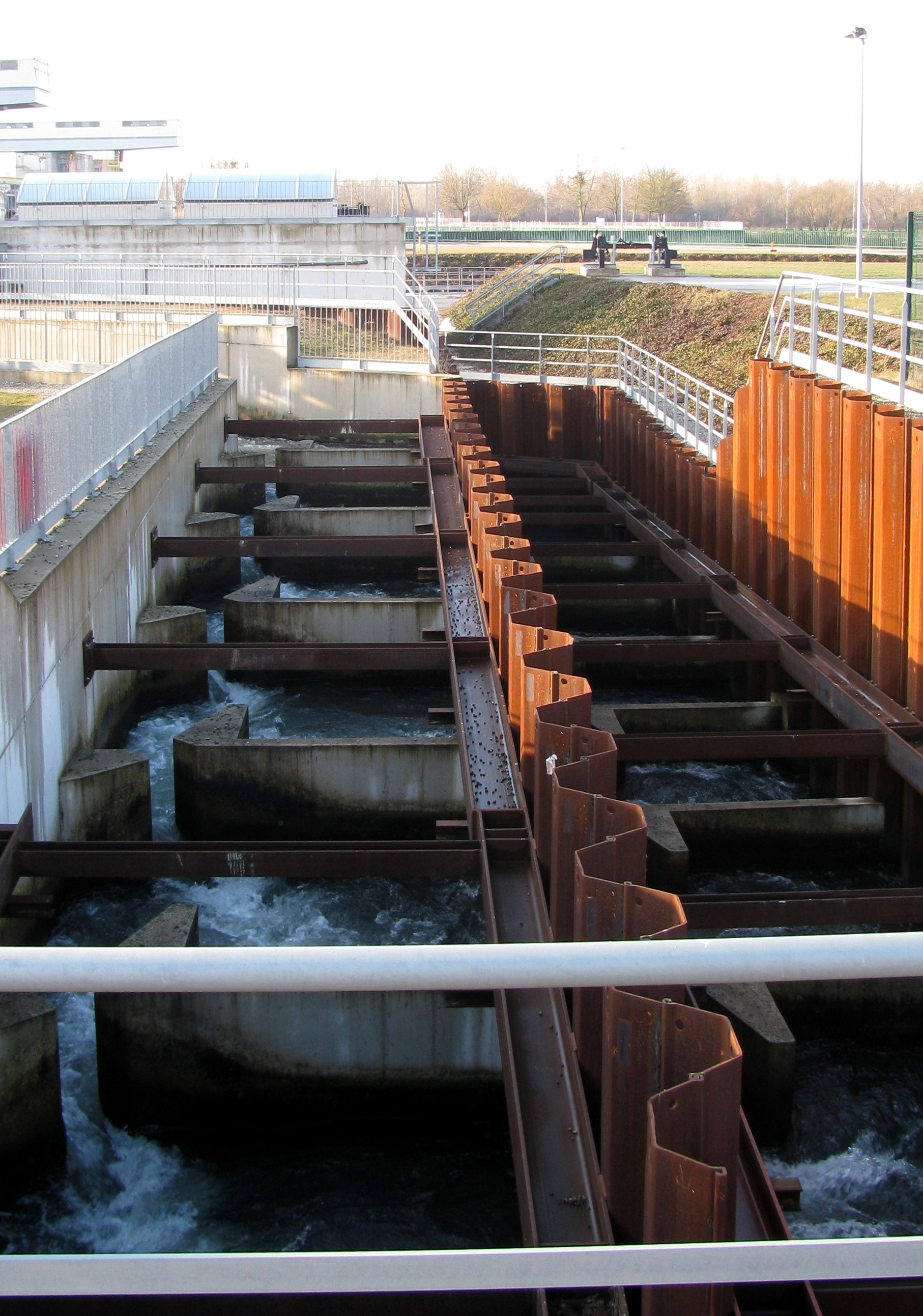
Une partie de l’échelle à poissons.

L’échelle à poissons permet à plusieurs espèces de poissons migrateurs, tels que les saumons, les truites de mer ou les anguilles, d’accéder au cours supérieur du Rhin. Elle comporte trois points d’entrée distincts, situés sous l’eau, qui mènent à un même bassin. C’est le point de départ d’un parcours que les poissons devront remonter. Il totalise une longueur de 290 m, avec une dénivellation moyenne d’un mètre tous les 15 mètres.
La construction de cette échelle à poissons a été entreprise en avril 2004, après qu’une structure similaire ait été testée et approuvée au barrage d’Iffezheim. Elle a été mise en service en 2006. Sa fonction est de permettre aux poissons migrateurs d’accéder aux affluents du Rhin situés en amont du barrage, dans les régions des Vosges et du nord de la Forêt-Noire, tels que la Kinzig et son affluent la Schutter.
Les trois points d’accès mènent à un bassin de tri, et sont équipés de turbines hydrauliques de puissance variable. Ce système permet à chaque espèce de poisson de disposer d’un courant qui lui convient. Les deux turbines cumulent une puissance de 1 100 kW et produisent également de l’électricité. Elles reçoivent de l’eau en provenance du bassin supérieur, avec un débit compris entre 11 et 15 mètres cubes d’eau par seconde, et ne gênent pas les poissons dans leur ascension. Il s’agit de turbines Kaplan, alimentées par une conduite verticale. Cette petite centrale produit environ trois millions de kilowattheures par an.
Le bassin de tri mène à l’échelle proprement dite, où les poissons doivent remonter une cascade d’une longueur de 200 mètres, entrecoupée de 39 petits bassins. Cette disposition leur évite d’avoir à sauter de bassin en bassin, comme c’est le cas dans certaines installations comparables. Le courant moyen y est d’1,2 mètre cube par seconde. Chaque bassin mesure 4 m de long sur 3,3 m de large, pour une profondeur d’1,65 m. La différence d’altitude entre deux bassins consécutifs est de 25 cm. Le sol en est recouvert d’une couche de gravier, qui permet à un écosystème de s’y développer. Une fois franchis la cascade et les bassins, les poissons accèdent au cours supérieur du fleuve.
Un centre d’information a été ouvert en mai 2007, qui permet également d’observer les poissons lors de leur remontée. À cette fin, trois parois transparentes ont été installées, de dimensions 1 × 3 m.